# 복심법원
복심법원(일본어: 覆審法院)은 일제강점기(일본 치하의 조선) 및 대만일치시기 당시의 제2심 재판소이다. 이는 일본 제국 내지에 있는 고소원(현재의 고등재판소이며, 대한민국과 대만에서는 고등법원이라고 칭함)에 상당하다.

## 기본 정보

### 조선
조선총독부의 직속으로 관장받는 민사소송이나 형사소송에 대한 제1심인 지방법원의 재판에 대한 항소나 항고 등에 대한 재판을 실시하였다.
또, 3명의 판사로 조직되어 있는 부에서 합의로 재판을 진행하며, 이에 따른 재판에 대한 상고나 항고 등은 산하 고등재판소의 권한으로 예속시킨다.
그리고 복심법원의 장관으로 원장이 두어져 해당 심판원의 행정 사무를 관장하고 관리구역 안에 있는 지방법원의 행정 사무를 지휘 및 감독하며, 원의 각 부서에는 부장이 두어져 각각 장관의 명을 받아 부의 사무를 관장한다.
이 외에도 검사국이 병설되어 조선총독의 관리에 속한 상태이며, 조선의 검찰 사무를 관장시키는 검사장을 별도로 두고, 해당 국의 사무를 별도로 관장하여 해당 관할 구역 내 지방법원의 검사국 등을 지휘 및 감독한다. 그리고 복심법원이나 복심법원 검사국 등에는 서기장이나 서기 등을 따로 둔다.

### 대만
대만에도 이 지역을 통치, 휘하로 두기 위해 대만총독부가 관할하고 있는 상급 재판소이며, 다이호쿠에만 유일하게 복심법원이 설치되며 타이완 전역을 관할하게 되어 있는 것으로 보인다. 이와 관련된 내용은 대만총독부 법원 문서를 참고하라.

## 같이 보기
- 일제강점기
- 조선총독부
- 조선총독부 재판소
- 대만총독부 법원(일본어판, 중국어판)
- 법원